# Ecnomus tridigitus
Ecnomus tridigitus là một loài Trichoptera trong họ Ecnomidae. Chúng phân bố ở miền Australasia.